# Ti ar C’horriged

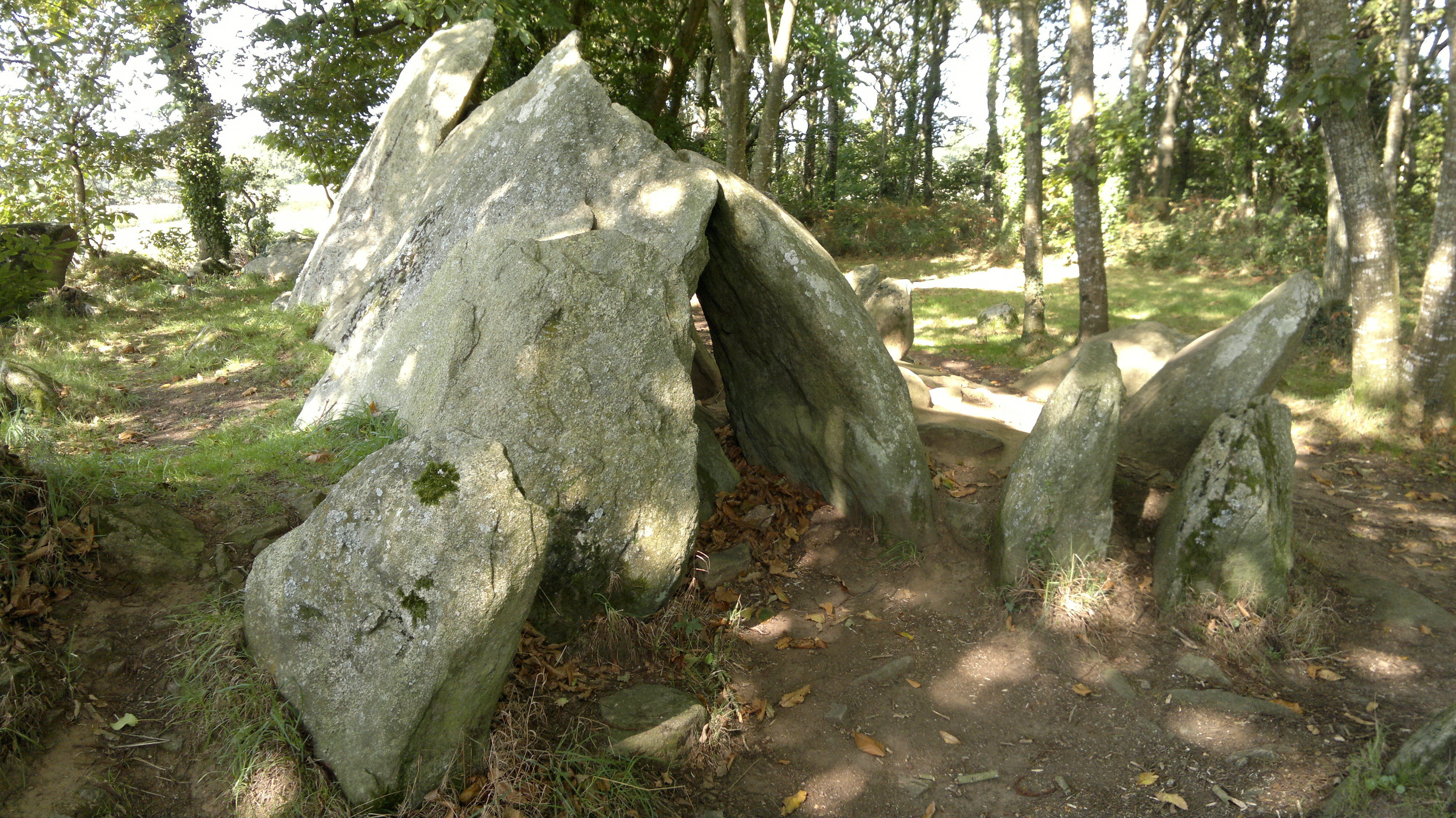
Ti ar C’horriged

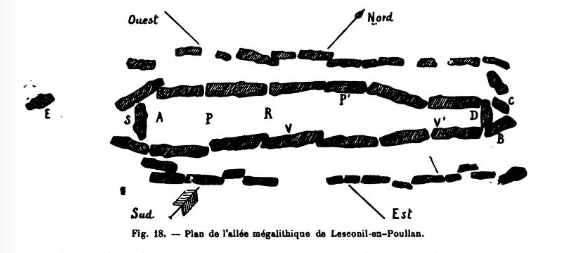
Grundrissrekonstruktion der doppelwandigen Allée couverte

Ti ar C’horriged (bretonisch „Haus der Korriganen“; auch Allée couverte von Lesconil) ist eine Megalithanlage nahe der Gemeinde Poullan-sur-Mer im bretonischen Département Finistère in Frankreich.
Das Galeriegrab ist nicht zu verwechseln mit der auch Ti ar C’horriged genannten Allée couverte von Kerbalannec von Beuzec-Cap-Sizun oder dem etwa eineinhalb Kilometer nördlich in der Gemeinde Beuzec-Cap-Sizun befindlichen «Bateau de pierre de saint Conogan».
Es handelt sich um eine Allée couverte (gedeckter Gang) des Typs arcboutée bzw. à dalles inclinées, die es nur in der Bretagne gibt. Anlagen dieses Typs stellen die einfachste Form eines umbauten Raumes unter Verwendung von Megalithen dar. Das Besondere an ihnen ist, dass die Seitensteine der Allée strebewerkartig gegeneinander gestellt sind und auf horizontale Decksteine in der Regel verzichtet wurde.
Die Anlage ist etwa 12 m lang und 2,2 m breit. Erhalten sind 18 Monolithen, die durch eine Einhegung aus 27 Steinen stabilisiert werden, die wohl auch einen Erdhügel begrenzten, der aber völlig abgetragen ist.
In der Cornouaille, im Süden der Monts d’Arrée in den Montagnes Noires und in den Landes de Lanvaux blieben einige dieser seltenen Monumente erhalten. Ähnlich sind die von Coat Menez Guen in Melgven, von Goulet-Riec in Riec-sur-Belon, die Loge-au-Loup bei Trédion und von Castel-Ruffel bei Saint-Goazec.